# Psilosiphonaceae
Psilosiphonaceae Entwisle, Sheath, K.M. Müller, & Vis in Sheath, Müller, Vis & Entwisle, 1996  é o nome botânico de uma família de algas vermelhas pluricelulares da ordem Batrachospermales.

## Gêneros
- Psilosiphon